# Porumbel
Porumbelul (Columba livia) sau porumbelul de stâncă sau porumbelul comun este un membru al familiei de păsări Columbidae (porumbei și turturele). În uzul comun, este adesea denumit simplu „porumbel", deși aceasta este forma sălbatică a păsării; porumbeii cei mai familiari oamenilor sunt forma domesticită a porumbelului sălbatic de stâncă.
Porumbelul domestic (Columba livia domestica, care include aproximativ 1.000 de rase diferite) a descins din această specie. Porumbeii domestici evadați au crescut populațiile de porumbei sălbatici din întreaga lume.

## Taxonomie și sistematică
Numele comun oficial este porumbelul de stâncă, conform Congresului Ornitologic Internațional. Porumbelul de stâncă a fost descris oficial în 1789 de naturalistul german Johann Friedrich Gmelin în ediția revizuită și extinsă a Systema Naturae scrisă de Carl Linnaeus. El l-a plasat alături de toți ceilalți porumbei în genul Columba și a inventat numele binomial Columba livia. Numele genului Columba este cuvântul latin care înseamnă „porumbel", a cărui etimologie mai veche provine din greaca veche κόλυμβος (kólumbos), „înotător", de la verbul κολυμβάω (kolumbáō), „plonjare cu capul înainte, scufundare, înot".. Aristofan și alți autori  folosesc cuvântul κολυμβίς (kolumbís), „înotător", pentru numele păsării, din cauza mișcării sale de înot în aer. Epitetul specific livia este o variantă din latina medievală a lui livida, „livid, gri-albăstrui". Cea mai apropiată rudă a sa din genul Columba este porumbelul de deal, urmat de porumbelul de zăpadă, porumbelul pătat și porumbelul cu guler alb.
Porumbelul de stâncă a fost descris pentru prima dată de naturalistul german Johann Gmelin în 1789. Porumbelul de stâncă a jucat un rol central în descoperirea evoluției de către Charles Darwin și a apărut în patru dintre lucrările sale din 1859 până în 1872. Darwin a afirmat că, în ciuda diferențelor morfologice mari, numeroasele sute de rase de porumbei domestici pot fi toate urmărite până la porumbelul sălbatic; în esență, selecția umană a raselor de porumbei era analogă cu selecția naturală.

### Subspecii
Sunt recunoscute nouă subspecii:
- Columba livia livia Gmelin, 1789) – Europa de Vest, Centrală, Africa de Nord până în Asia Centrală
- Columba livia gymnocycla Gray, 1856 – Mauritania și Senegal spre sud Mali și Ghana
- Columba livia targia Schweppenburg, 1916 – nordul Mali și sudul Algeriei până în Suda centrală
- Columba livia dakhlae Meinertzhagen, 1928 – vestul Egiptului
- Columba livia schimperi Bonaparte, 1854 – estul Egiptului, sudul Sudanului și Eritreea
- Columba livia palaestinae Zedlitz, 1912 – Peninsula Sinai (Egipt) către Siria și vest, sudul Peninsulei Arabice
- Columba livia gaddi Zarudny & Loudon, 1906 – de la est de Turcia până în Uzbekistan și la vest, la nord de Afganistan
- Columba livia neglecta Hume, 1873 – vestul Pakistanului și estul Afganistanului până la Himalaya
- Columba livia intermedia Strickland, 1844 – sudul Indiei și Sri Lanka

## Galerie

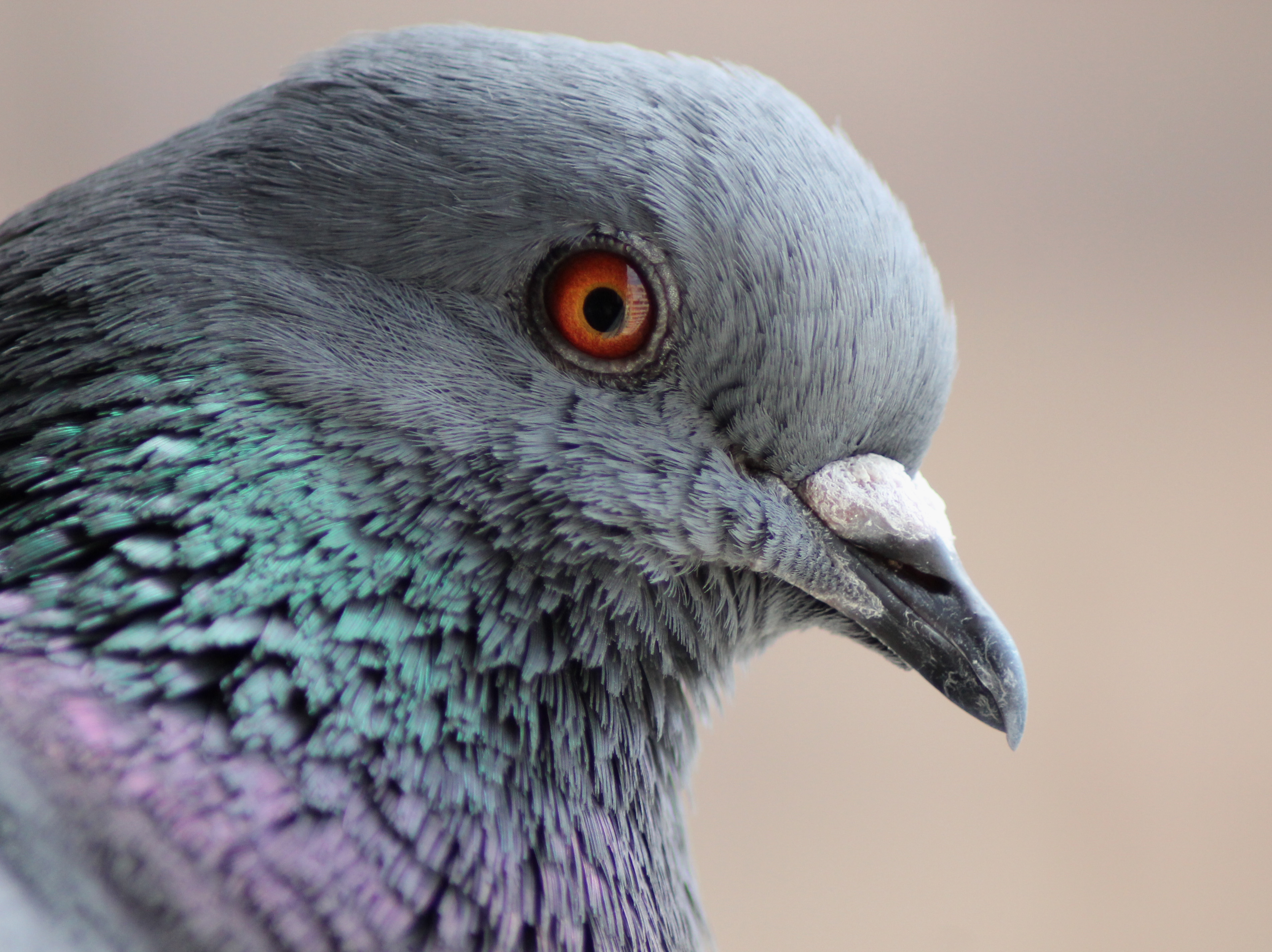
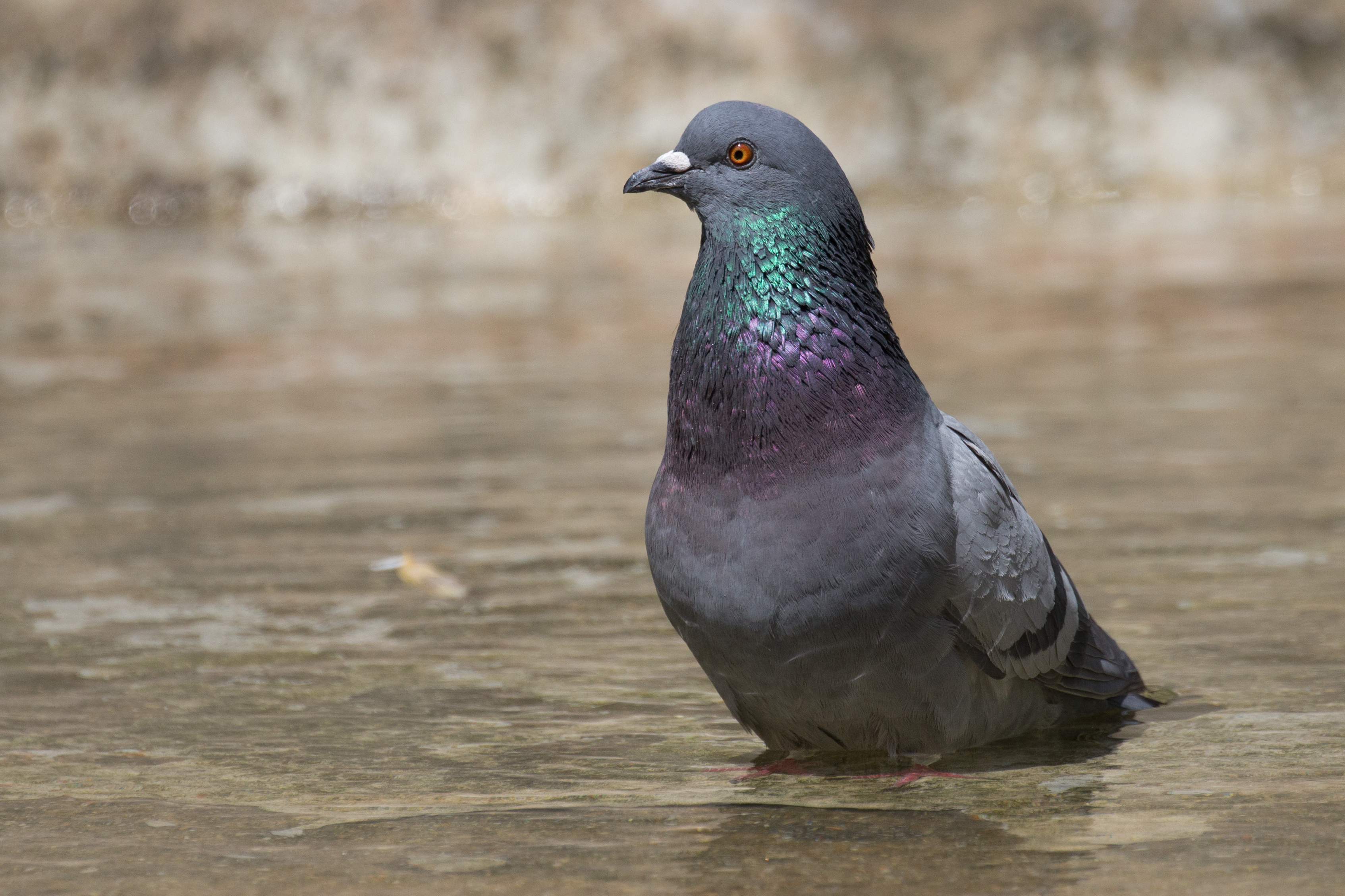
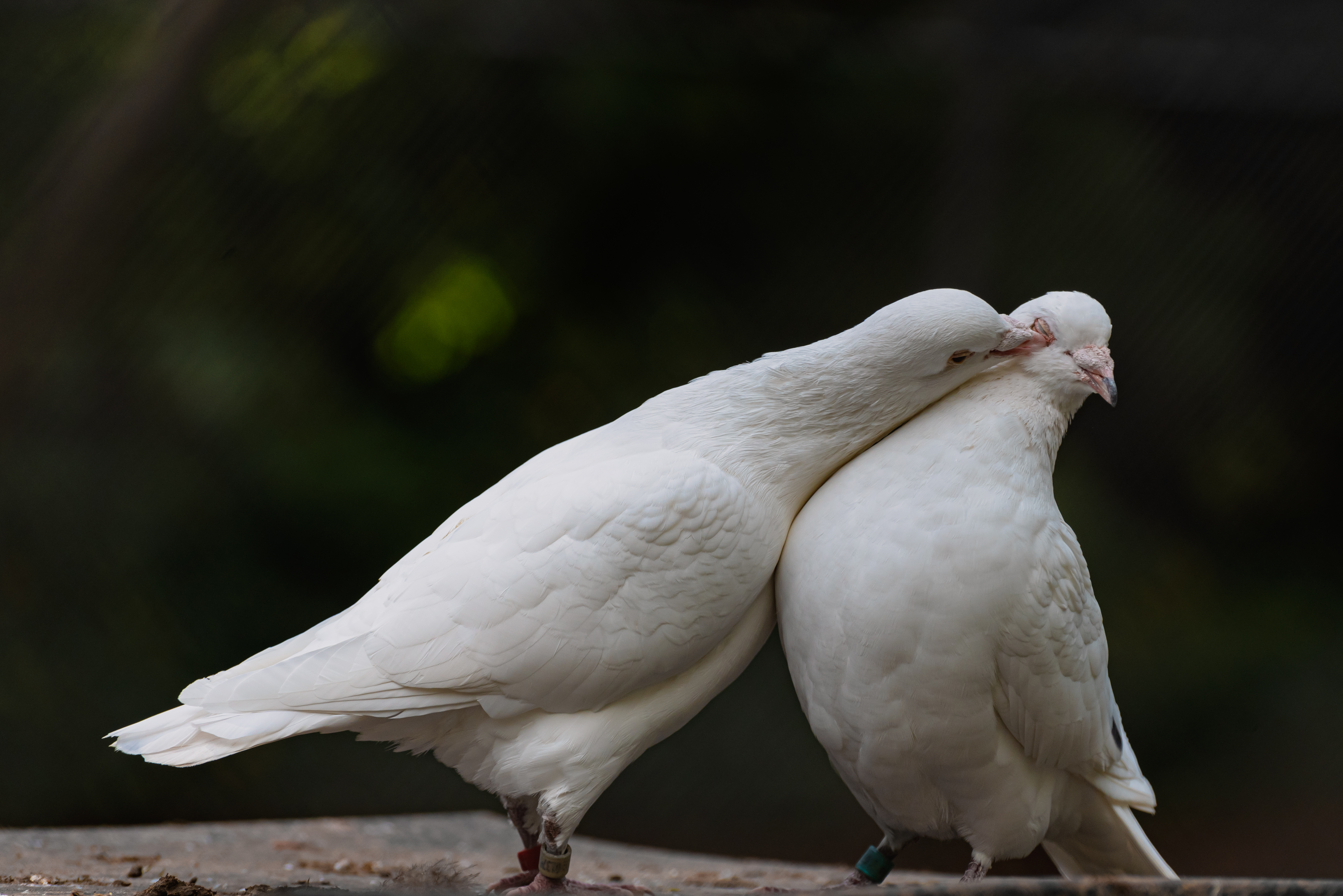

## Legături externe
- Materiale media legate de Porumbel la Wikimedia Commons
- Imagini, video și sunete despre Rock Dove pe Internet Bird Collection
- Galerie de imagini cu Rock Pigeon pe VIREO (Drexel University)
- Rock dove - Species text in The Atlas of Southern African Birds.
- Power Requirements for Horizontal Flight in the Pigeon Columba livia -C. J. PENNYCUICK